# Момент (часопис)
Часопис Момент је био један од ретких српских часописа који су се бавили савременом уметношћу. Поднаслов му је био: „часопис за визуелне медије“. Почео је да излази у мају 1981. године као специјално издање часописа Венац, који су такође издавале Дечје новине.

## Тематика
Момент се бавио историјом уметности и савременом уметношћу: сликарством, вајарством, архитектуром, музиком, фотографијом, видео уметношћу итд.

## Главни уредници
- Тоде Чолак

## Сарадници
Јеша Денегри, Бојана Пејић, Слободан Мијушковић, Лидија Мереник, Јован Деспотовић, Дуња Блажевић, Петар Ћуковић, Јелена Гавриловић, Зоран Гаврић, Горанка Матић, Давор Матичевић, Мустафа Мусић, Горан Радовановић, Момчило Рајин, Биљана Томић, Раша Тодосијевић и други.
Часопис је дизајнирао Душан Поповић.